# Заполье (Дрибинский район)
Запо́лье (бел. Заполле) — деревня в составе Рясненского сельсовета Дрибинского района Могилёвской области Республики Беларусь.

## История
Упоминается в 1756 году как деревни Малое и Большое Заполье в великокняжеском имении Рясно в Мстиславском воеводстве ВКЛ.

## Население
- 1999 год — 297 человек
- 2010 год — 185 человек